# Alexander Pope
Alexander Pope (21. května 1688 Londýn – 30. května 1744 Twickenham, dnešní Londýn) byl anglický básník, satirik a překladatel. Je považován za jednoho z největších básníků osmnáctého století. Byl mistrem hrdinského dvojverší. Byl znám po celé Evropě, jeho básně byly publikovány i v obrozeneckých periodikách v českých zemích.

## Biografie
Narodil se v katolické rodině obchodníka s plátnem. Od dětství měl řadu zdravotních problémů, mimo jiné prodělal tuberkulózu páteře. Následkem byl mj. jeho malý vzrůst, měřil pouhých 137 centimetrů. Byl vychováván jako katolík, což znamenalo, že ačkoli měla rodina majetek, nemohl Alexander nastoupit na univerzitu kvůli svému vyznání. (V roce 1700 se kvůli perzekuci katolíků rodina přestěhovala do vesničky Binfield v Berkshire nedaleko Londýna.) V mládí Pope hodně četl, vzdělával se v umění, architektuře a jazycích, studoval klasické jazyky (latinu, řečtinu) i románské (francouzštinu, italštinu). Jeho oblíbeným autorem byl Homér, kterého poprvé četl v osmi letech. Velmi brzy začal psát vlastní díla: uvádí, že Ode to Solitude (Ódu k osamělosti) napsal ve dvanácti letech.
Poprvé publikoval v roce 1710 v almanachu uspořádaném Jacobem Tonsonem. Jeho příspěvek se jmenoval The Pastorals a vynesl mu rychlou slávu. V roce 1711 vydal rozsáhlejší báseň An Essay on Criticism (Esej o literární kritice), psanou v hrdinském dvojverší, v níž vyjadřuje své názory na literaturu. Tato báseň byla velmi dobře přijata. Jeho následující báseň Windsor Forest opěvuje klid po skončení válek o španělské dědictví. Pohyboval se jak mezi konzervativními (Jonathan Swift, John Gay, John Arbuthnot), tak mezi liberálními spisovateli své doby (Joseph Addison, Richard Steele). S přáteli založil neformální sdružení Scriblerus Club (1714–1745, česky zhruba Škrabákův klub či Pisálkův klub), jehož členy byli převážně konzervativní satirici. Bavili se psaním satirické prózy o literátovi, filozofovi a cestovateli jménem Martinus Scriblerus, jehož fiktivní postavu vytvořili a jemuž připisovali své dílo (kolektivní pseudonym) – Memoirs of Martinus Scriblerus (Paměti Martina Škrabáka) byly poprvé samostatně publikovány v roce 1741. 

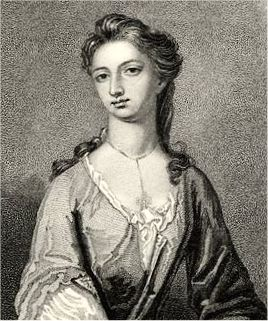
Arabella Fermor (Uloupená kadeř)

Významným dílem je směšnohrdinská epická báseň The Rape of the Lock (první verze 1712, druhá verze 1715), česky Uloupená kadeř, v překladech Jarmila Krecara (1917) a Martina Hilského (1998) jako vůbec jediné kompletní básnické Popeovo dílo. Veršovaná skladba je považována za nejznámější a nejhravější báseň anglického klasicismu. Pope ji napsal na základě dobového společenského skandálu, přičemž využil své dokonalé znalosti Homérova díla. Příběh sám je velice jednoduchý – krásné Belindě ustřihne láskou zmámený ctitel kadeř, na které si velice zakládala. Ustřižená kadeř se pomocí nadpřirozených sil dostane na nebe, kde se z ní stane zářivá kometa.
Vrcholu rané tvorby dosahuje Pope v dílech Eloisa to Abelard (1717, Heloisa Abélardovi), což je epická epištola ve stylu Ovidia, a Elegy to the Memory of an Unfortunate Lady (1717, Elegie na památku nešťastné dámy).
Satirickým návodem k psaní špatných veršů je Peri Bathous, or the Art of Sinking in Poetry (1728, Peri Bathous aneb umění básnického klesání). V roce 1728 napsal krátký směšnohrdinský epos The Dunciad (přepracováno 1735 a 1743, titul v odborné literatuře obvykle překládán jako Hlupiáda), v němž opěvuje bohyni Dulness (Tupost) a líčí, jak do Británie pronikají její vyslanci, kteří do ní vnášejí úpadek, nevkus a slabomyslnost. Jako vtělení této bohyně vystupují Popeovi literární odpůrci, a to v první verzi literární kritik Lewis Theobald, který Popea kritizoval za neodbornou edici Shakespeara, ve druhé verzi dramatik Colley Cibber, kterému Pope záviděl postavení poety laureata. Dalšími významnými díly pozdního období jsou veršované Moral Essays (1731–1735, Eseje o mravech) pojaté jako dopisy různým osobám a na různá témata. V roce 1734 publikuje rozsáhlou filozofickou báseň An Essay on Man (Esej o člověku), kterou do češtiny přeložil Bohuslav Tablic pod názvem Anglické múzy w česko-slowenském oděwu (1831) a to sice ne v hrdinském dvojverší originálu, ale v hexametru. Pope v ní prezentuje svá racionalistická stanoviska. V roce 1738 publikuje satirické Imitations of Horace (Napodobeniny Horatia), v roce 1734 nápaditou báseň Epistle to Dr Arbuthnot (Epištola doktoru Arbuthnotovi).
Po roce 1738 již Pope psal minimálně. Hrál si s myšlenkou napsat vlastenecký epos Brutus, z něhož se zachovalo několik veršů. Hlavní Popeovou činností v tomto období byla revize a rozšiřování jeho mistrovského díla The Dunciad. Přepracování čtvrté knihy dokončil r. 1742 a kompletní revizi celé básně r. 1743.
Zásadní význam mají také Popeovy překlady a jeho ediční činnost. V roce 1713 sice velmi volně a s jazykovou pomocí odborníků, nicméně s velkým úspěchem přebásnil Homérovu Ilias, v roce 1726 s menším úspěchem Odysseiu. Připravil také k vydání dílo Williama Shakespeara, nicméně nešlo o kritickou edici a v dramatech provedl řadu úprav (například převáděl do blankversu prozaické pasáže, aby lépe vyhověl klasicistním požadavkům na literaturu). V tomto období se také stal svobodným zednářem a časem získal v bratrstvu význačné postavení.
Alexander Pope byl vegetariánem (vegetariánské hnutí ještě neexistovalo) a ve svém díle opakovaně protestoval proti krutosti, které se dopouštějí lidé na zvířatech.
Dne 30. května 1744 zemřel ve své vile obklopen přáteli. Je pohřben v kostele Panny Marie v londýnském Twickenhamu.

## Citáty
- Základním zákonem Nebe je pořádek.
- Lidi musíte učit tak, aby o tom nevěděli. A neznámé věci jim je třeba předkládat jako věci zapomenuté.